# Diarchia
Diarchia – system rządów, w którym funkcję głowy państwa sprawują dwie osoby. Jest to rzadka forma ustroju.

## Diarchia współcześnie

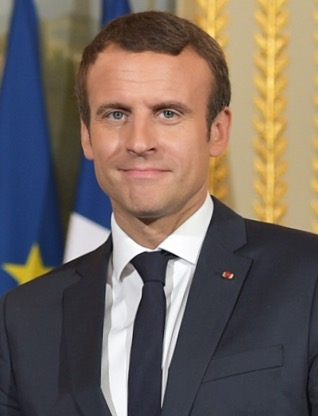
Emmanuel Macron, współksiążę francuski Andory

Obecnie dwie osoby pełnią funkcje głowy państwa w następujących państwach:
- Andora – panującymi są dwaj współksiążęta:
  - współksiążę francuski, prezydent Francji, Emmanuel Macron
  - współksiążę episkopalny, arcybiskup La Seu d’Urgell, Joan Enric Vives Sicília

- San Marino – funkcję głowy państwa pełnią dwaj kapitanowie regenci, wybierani co pół roku:
  - Adele Tonnini
  - Alessandro Scarano

- Eswatini – od 1986:
  - król Mswati III
  - królowa-matka (Indovukazi) Ntombi.

W czasie wakatu na urzędzie następuje podział kompetencji prezydenta między dwie osoby w następujących państwach:
- Czechy – przewodniczący izby wyższej parlamentu oraz premier:
  - Václav Klaus i Milan Uhde 1 stycznia 1993 – 2 lutego 1993
  - Vladimír Špidla i Lubomír Zaorálek 3 lutego 2003 – 7 marca 2003

- Słowacja – premier oraz przewodniczący Rady Narodowej (parlamentu). Obowiązki te sprawowali dotychczas:
  - Vladimír Mečiar 2 marca 1998 – 30 października 1998 i Ivan Gašparovič 14 lipca 1998 – 30 października 1998
  - Mikuláš Dzurinda i Jozef Migaš 30 października 1998 – 15 czerwca 1999.

## Historyczne przypadki

### Starożytność
- Na czele Sparty stało dwóch dziedzicznych królów (archagetai) z dynastii Agiadów i Eurypontydów, którzy pełnili funkcję dowódców armii, lecz mimo to nie mieli znaczącej władzy.
- W Rzymie system taki nosił nazwę duumwiratu[2]. Władzę sprawowało dwóch wybieranych co roku konsulów (duumwirów), z których każdy miał prawo weta wobec postanowień drugiego.

### Średniowiecze i nowożytność

#### Królestwo Jerozolimskie
W Królestwie Jerozolimskim wielu monarchów uzyskiwało tron na skutek poślubienia królowej (iure uxoris):
- Izabela i Konrad z Montferratu panowali w 1192 roku[a].
- Izabela i Henryk z Szampanii panowali w latach 1192–1197.
- Izabela i Amalryk z Lusignan panowali w latach 1197–1205. Amalryk zmarł w wyniku zarazy na krótko przed Izabelą.
- Maria z Montferratu i Jan z Brienne – w latach 1210–1212.
- Jolanta Jerozolimska i Fryderyk II Hohenstauf panowali w latach 1225–1228.

#### Półwysep Iberyjski
- Izabela I Kastylijska współrządziła wraz ze swym mężem Ferdynandem II w latach 1479–1504.
- Piotr III i Maria I panowali wspólnie w Portugalii w latach 1777–1786.

#### Anglia
- Maria I Tudor od 1553 królowa Anglii współpanowała (iure uxoris) ze swym mężem, królem Hiszpanii Filipem II, od 25 lipca 1554 do swej śmierci 17 listopada 1558. Realna władza w praktyce należała jednak do niej[potrzebny przypis].
- Maria II Stuart współpanowała z mężem Wilhelmem Orańskim (Stadhouderem Niderlandów) od 13 lutego 1689 do swej śmierci 28 grudnia 1694.

#### Polska
W historii Polski trzykrotnie zaszło zjawisko diarchii:
- Jadwiga Andegaweńska – od 1384 król Polski[b] – panowała (iure uxoris) wspólne ze swym mężem, królem Polski i Wielkim Księciem Litwy, Władysławem II Jagiełłą od 4 marca 1386 (koronacja Władysława II) do 17 lipca 1399 (śmierć Jadwigi).
- Zygmunt I Stary – król Polski od 1506, panował wraz z Zygmuntem Augustem – na Litwie od 1529 jako wielki książę i w Polsce od 20 lutego 1530 jako król (elekcja vivente rege) – do swej śmierci 1 kwietnia 1548.
- Anna Jagiellonka panowała jako król Polski razem ze swym mężem Stefanem Batorym od 1576 do jego śmierci w 1586, kiedy to zrzekła się praw do korony.

#### Śląsk
- w latach 1278–1281 w księstwie jaworskim rządzili wspólnie Bolko I Surowy wraz z Bernardem Zwinnym.

### Wiek XX
Przykłady:

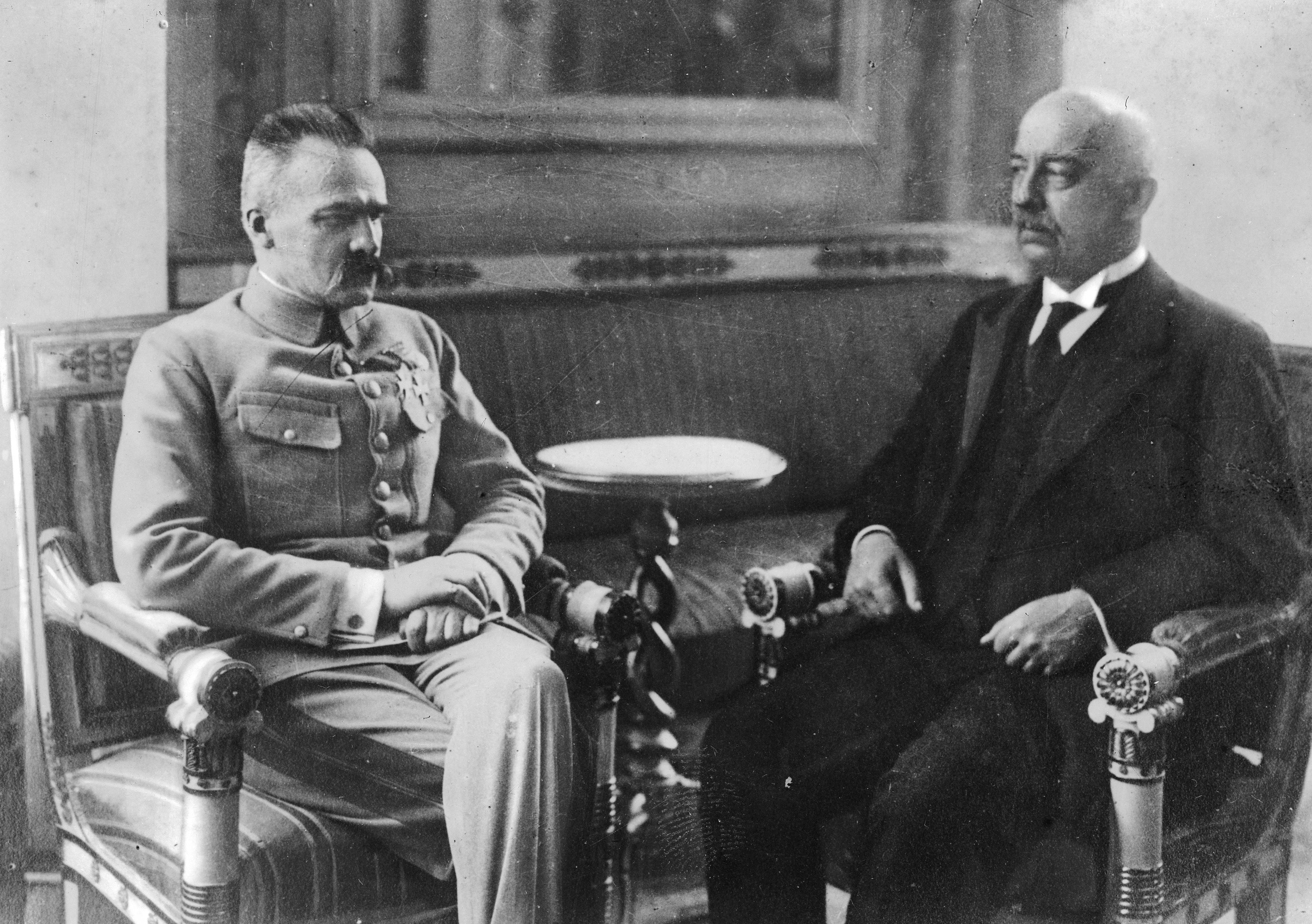
Józef Piłsudski (Naczelnik Państwa) i Gabriel Narutowicz (Prezydent) w dniach 11–14 grudnia 1922 równocześnie pełnili funkcje głowy państwa

- W dniach 11–14 grudnia 1922. 11 grudnia 1922 w II Rzeczypospolitej sytuacja o cechach diarchii miała wyjątkowo miejsce, gdy na urząd Prezydenta został zaprzysiężony Gabriel Narutowicz, a jednocześnie funkcję Naczelnika Państwa pełnił nadal Józef Piłsudski, który 14 grudnia przekazał ostatecznie władzę Narutowiczowi[3].
- W latach 1937–1949 Wolne Państwo Irlandzkie formalnie pozostawało dominium brytyjskim z królem Wielkiej Brytanii Jerzym VI jako głową państwa, a jednocześnie na czele Irlandii stał prezydent (w latach 1938–1945 Douglas Hyde, a 1945–1959 Seán T. O’Kelly). W 1949 została proklamowana Republika Irlandii z prezydentem jako jedyną głową państwa.

## Dwuwładza: głowa państwa i faktyczny przywódca
Sytuacja o cechach diarchii występowała i występuje tam gdzie pozycja głowy państwa jest czysto teoretyczna zaś realną władzę sprawuje przywódca rządzącej partii (w systemie monopartyjnym z reguły partii komunistycznej) lub junty wojskowej.
Współcześnie, państwem gdzie występuje taka sytuacja, jest np.:
- Korea Północna
  - Przewodniczący Prezydium Najwyższego Zgromadzenia Ludowego (parlamentu) – Kim Yong Nam
  - Pierwszy Przewodniczący Komisji Obrony Narodowej KRLD – Kim Dzong Un[4]

Historycznie tego typu sytuację to np.:
- W II Rzeczypospolitej od czerwca 1926 roku, kiedy prezydentem został Ignacy Mościcki, a faktycznie realną władzę sprawował – po przewrocie majowym – marszałek Józef Piłsudski, do śmierci w 1935 roku. Później rolę drugiej osoby w państwie pełnił – wbrew konstytucji nie znającej takiego pojęcia – marszałek Edward Śmigły-Rydz.
- W latach 1900–1946 nominalną głową państwa włoskiego był król Wiktor Emanuel III, lecz w 1922 premierem został Benito Mussolini, który w okresie 1926–1943 sprawował faktyczną dyktatorską władzę jako duce – wódz jedynej, a zarazem rządzącej Partii Faszystowskiej.
- W latach 1933–1934 w III Rzeszy prezydentem był Paul von Hindenburg, kanclerzem Adolf Hitler, który po śmierci Hindenburga przejął jego obowiązki, w tym zwierzchnictwo nad wojskiem.
- W latach 1941–1943 nominalnym władcą państwa chorwackiego był król Tomisław II, a w latach 1943–1945 – prezydent Nikola Mandić. Jednak realną władzę w sprawował Ante Pavelić jako szef (poglavnik) Niezależnego Państwa Chorwackiego
- W latach 1968–1989 dowódcy armii Panamy byli de facto przywódcami tego państwa, pomimo to funkcjonowali nominalni prezydenci tego państwa. W latach 1983–1989 Panamą rządził dyktator Manuel Noriega, a w tym czasie urząd prezydenta sprawowali: Ricardo de la Espriella (1982–1984), Jorge Illueca (1984), Nicolás Ardito Barletta Vallarino (1984–1985), Eric Arturo del Valle (1985–1988), Manuel Solís Palma (tymczasowo w latach 1988–1989) i Francisco Rodríguez (samozwańczo 1989).
- W Wielkiej Arabskiej Libijskiej Dżamahirijji Ludowo-Socjalistycznej oficjalnie funkcję głowy państwa sprawował Przewodniczący Powszechnego Kongresu Ludowego, ostatnią osobą pełniącą tę funkcję był Mohamed Abdul Quasim al-Zwai[5]. Faktycznie jednak przywódcą Libii, powszechnie uważanym za najważniejszą osobę w państwie był Mu’ammar al-Kaddafi z tytułem Przywódca Rewolucji 1 września[c].
- Po zmianach w składzie rządu Rzeczypospolitej Polskiej w czerwcu 2023 r. odwołano wszystkich wicepremierów, na ich miejsce powołano jednego – Jarosława Kaczyńskiego. Na pierwszym posiedzeniu rządu po tej zmianie premier Morawiecki wraz ze swoim formalnym wicepremierem Kaczyńskim usiedli obok siebie u szczytu stołu obrad, co zostało odebrane jako podkreślenie roli formalnego wicepremiera w tym rządzie[6][7][8].

W państwach realnego socjalizmu przywódca rządzącej partii komunistycznej był de facto ważniejszy od nominalnej głowy państwa.
- W ZSRR formalnie głową państwa było Prezydium Rady Najwyższej, a faktycznym przywódcą był I Sekretarz KC KPZR. Np. w latach 1924–1953 przywódcą partii komunistycznej, a zatem faktycznym szefem państwa był Józef Stalin, zaś nominalną głową państwa jako przewodniczący Rady Najwyższej – Michaił Kalinin (1938–46), po nim Nikołaj Szwernik (1946–1954).
- Polska Rzeczpospolita Ludowa – formalną głowa państwa byłą Rada Państwa, a faktyczną – I Sekretarz KC PZPR jako najważniejsza osoba w państwie.
  - Przewodniczącymi Rady Państwa byli kolejno: Bolesław Bierut (1947–1952 z urzędu jako prezydent RP), Aleksander Zawadzki (1952–1964), Edward Ochab (1964–1968), Marian Spychalski (1968–1970), Józef Cyrankiewicz (1970–1972), Henryk Jabłoński (1972–1985), Wojciech Jaruzelski (1985–1989).
  - I sekretarze KC PZPR: Bolesław Bierut (1948–1956), Edward Ochab (1956), Władysław Gomułka (1956–1970), Edward Gierek (1970–1980), Stanisław Kania (1980–1981), Wojciech Jaruzelski (1981–1989).
- Jednocześnie funkcję Przewodniczącego Rady Państwa i I Sekretarza KC PZPR pełnili: Bolesław Bierut w latach 1947–1952 i gen. Wojciech Jaruzelski w latach 1985–1989.
- W Chińskiej Republice Ludowej:
  - W latach 1949–1976 Mao Zedong jako przewodniczący Komunistycznej Partii Chin i szef Centralnej Komisji Wojskowej był faktycznym przywódcą państwa. Natomiast w latach 1959–1976 funkcję Przewodniczącego ChRL (nominalna głowa państwa) pełnili kolejno: Liu Shaoqi, Dong Biwu, Song Qingling, Dong Biwu, Zhu De.
  - Podobnie w latach 1978–1989 faktycznym przywódcą ChRL był Deng Xiaoping, pomimo tego iż zajmował jedynie drugorzędne stanowiska.
- W latach 1944–1985 faktycznym przywódcą komunistycznej Albanii był Enver Hodża, mimo że faktycznie nie był głową państwa. W tym czasie funkcję głowy państwa sprawowali przewodniczący Zgromadzenia Ludowego: Omer Nishani (26 maja 1946 – 1 sierpnia 1953), Haxhi Lleshi (1 sierpnia 1953 – 22 listopada 1982), Ramiz Alia (22 listopada 1982 – 30 kwietnia 1991)
- Prezydentem Kuby (formalnie głową państwa) jest od 2008 Raúl Castro, lecz I Sekretarzem rządzącej krajem Komunistycznej Partii Kuby był nadal formalnie Fidel Castro (choć już w lipcu 2006 przekazał obowiązki swemu bratu Raulowi Castro). 18 kwietnia 2011 Fidel Castro ogłosił ostateczną rezygnację ze stanowiska przywódcy partii przekazując je ostatecznie Raulowi[9].